# Premios Luca Prodan a la música independiente de 2009
Premios Luca Prodan a la música independiente de 2009 foi a primeira edição do Premios Luca Prodan a la música independiente

## Indicados
- Fonte:ElRockDeMiVida[2]

Mejor Álbum de Rock (Melhor Álbum de Rock)
- El Yeite del Nuevo Día (Chinelas Persas)
- La Carne (Eruca Sativa)
- Temas en Vivo y no tanto (Sammy)
- Nuestro Cuarto de hora? (Korso gomes)
- Cosa de Locos (La Guapa)
- Disco Rígido (Yona)
- Música de la resistencia (Ararat)
- Steinein (Steinein)
- Cortando Clavos (Agustín Mollo y los demoledores)
- Nuevo Orden de la libertad (Los Natas).

Mejor Álbum Punk/Hard Rock/Metal (Melhor Álbum Punk/Hard Rock/Metal)
- Morttales (Morttales)
- The Descending Line (Acid Rain)
- Quien despierta (Argies).

Mejor Álbum Jazz/ Blues/ Funk/ Instrumental (Melhor Álbum Jazz/ Blues/ Funk/ Instrumental)
- Country&City Blues (José Pardo and the Mojo Workers)
- Too Darn Hot (Brenda Bonotto)
- Todo en un día (Marcelo Roascio).

Mejor Álbum Revelación (Melhor Álbum de Artista Revelação)
- Pop Secret (Naifeel)
- Esencial (Iguana Lovers)
- Temas en vivo y no tanto (Sammy)
- Too Darn Hoy (Brenda Bonotto)
- Leghost (Leghost)
- Uncovered (Koolture)
- Halasius Bradford (Verás Que Sos Tan Cool)
- Sin Red (Oidosordos)
- Las Villas del Docke (Los Ñeri del Docke)
- Trenza Cobre (Geraldine).

Mejor Álbum del Año (Álbum do Ano)
- Mitad del Viento Remixes (Altocamet)[3]
- Nuestro Cuarto de Hora? (Korso Gomes)
- Leghost (Leghost)
- Steinein (Steinein)
- The Descending Line (Acid Rain)
- Ouro Vo... Ros (David "Pitufo" Ros)
- Música de la Resistencia (Ararat)
- Too Darn Hoy (Brenda Bonotto)
- Nuevo Orden de la Libertad (Los Natas)
- Suerte! (Fradiavolo)[4].

Mejor Canción Rock (Melhor Canção de Rock)
- El Yeite del Nuevo Día (Chinelas Persas)
- Para que sigamos siendo (Eruca Sativa)
- Cordero Sino Gitanos (Sammy)
- Basta (Korso Gomes)
- Sangrare (La Guapa)
- Un Tango a lo Jimi Hendrix (Yona)
- Música de la Resistencia (Ararat)
- Heaven and Hell (Steinein)
- La Boca del Lobo (Agustin Mollo y los Demoledores)
- Nuevo orden de la Libertad (Los Natas).

Mejor Canción Punk/ Hard Rock/ Metal (Melhor Canção Punk/ Hard Rock/ Metal)
- Inmortal (Morttales)
- Never-ending Nightmare (Acid Rain)
- Quien Despierta (Argies).

Mejor Canción Jazz/ Blues/Funk/ Instrumental (Melhor Canção Jazz/ Blues/Funk/ Instrumental)
- Love and Happiness (Jose Luis Pardo)
- To Love You (Brenda Bonotto)
- Todo en un día (Marcelo Roascio).

Mejor Canción Revelación (Melhor canção de Artista Revelação)
- Donde Nace tu Sol (Naiffel)
- Veras que sos tan Cool (Halasius)
- Una Costumbre Menos (Altocamet)
- To Love You (Brenda Bonotto)
- Saquen una Hoja (Leghost)
- Canción del lugar común (David "Pitufo" Ros)
- Crei (Iguana Lovers)
- Accidentes (Pol)
- Madre Mía (Los Ñeri del Docke)
- Bacas de Salva (Agustin Mollo y los Demoledores).

Mejor Canción del año (Canção do Ano)
- Tanto (Fradiavolo)[4].
- Para que sigamos siendo (Eruca Sativa)
- Basta (Korso Gomes)
- Love and Happiness (Jose Luis Pardo)
- Saquen una Hoja (Leghost)
- Abrazame otra Vez (Dios nos Libre)
- El Yeite del nuevo Día (Chinelas Persas)
- Música de la Resistencia (Ararat)
- Hombres que Vuelan (La Guapa)
- Nuevo orden de la Libertad (Los Natas)

Mejor Videoclip (Melhor Videoclip do ano)
- Si Queres (Williem)
- Veras que sos tan cool (Halasius)
- Soledades (Chinelas Persas)
- Esas Noches (La Guapa)
- Basta (Korso Gomes)
- Las Villas del Docke (Los Ñeri del Docke)
- Pensamientos (Cytdrux Beat Makers)
- Para Nadie (Eruca Sativa)
- Believe (Steinein)
- Saquen una Hoja (Leghost).

Mejor Diseño de Portada (Melhor desenho de álbum)
- Entre La Noche y el Alba (Dios nos Libre)
- Uncovered (Koolture)
- Esencial (Iguana Lovers)
- Pop Secret (Naifeel)
- Suerte! (Fradiavolo)[4]
- Leghost (Leghost)
- The Descending Line (Acid Rain)
- Gaucho Boy (SHH)
- Too Darn Hoy (Brenda Bonotto)
- Steinein (Steinein).

Mejor Ingenieria de Grabación (Melhor Engenharia de gravação)
- Entre La Noche y el Alba (Dios nos Libre)
- Emisor (Emisor)
- Mitad del Viento (Altocamet)
- Leghost (Leghost)
- Gaucho Boy (SHH)
- Country & City Blues (Jose Luis Pardo)
- Todo en un día (Marcelo Roascio)
- Música de la Resistencia (Ararat)
- Nuevo Orden de la Libertad (Los Natas)
- Too Darn Hot (Brenda Bonotto).